# Юрий III
Юрий III Данилович Московски (на руски: Юрий III Данилович Московский) е велик княз на Владимирско-Суздалското княжество (1318 – 1322) от династията Рюриковичи.

## Живот
Той е най-възрастният син на първия московски княз Даниил Александрович, когото наследява през 1303 г. Още с идването си на власт се включва в руските междуособици като ръководи защитата на Переславъл срещу войските на великия княз Андрей III. След неговата смърт през 1304 той предявява претенции към титлата велик княз, получена от Михаил Тверски. Тверските войски обсаждат Переславъл и Москва, а самият Михаил отива в Златната орда, където титлата му на велик княз е утвърдена.
Юрий продължава да управлява в Москва. Убива пленения през 1302 г. княз на Рязан Константин и завладява рязанската крепост Коломна. След това завзема Можайск, дотогава владение на Смоленск. През 1314 г. сключва съюз с митрополит Петър и Новгород срещу Михаил Тверски.
През 1315 г. заминава за Сарай, столицата на Златната орда, и след двегодишен престой убеждава Узбек хан да подкрепи претенциите му към трона. Той се жени за Кончака, сестра на хана, и се връща в Русия със значителна монголска армия. Въпреки това на 22 декември 1317 г. претърпява поражение при Бортенево, брат му Борис и съпругата му са пленени. Юрий Данилович успява да избяга в Новгород и се опитва да сключи мир, но междувременно съпругата му умира неочаквано в Твер. Юрий обявява пред Узбек хан, че сестра му е отровена по заповед на Михаил Тверски. Ханът извиква двамата князе в Сарай, Михаил е осъден и екзекутиран.
През 1319 г. Юрий се завръща в Русия и е признат за велик княз. Той оглавява армията на Новгород, воюваща срещу Швеция, и основава укрепление в устието на река Нева. След сключването на договор, известен като Ореховски мир, продължава на изток и завладява Велики Устюг. Междувременно Дмитрий, син на Михаил Тверски, стремящ се да отмъсти за баща си, отива в Сарай и убеждава Узбек хан, че Юрий си присвоява част от дължимите на монголите данъци. Юрий е извикан в Сарай, за да бъде съден, но преди да се стигне дотам, е убит от Дмитрий.